# Lobe de Roche
Pour les articles homonymes, voir lobe.

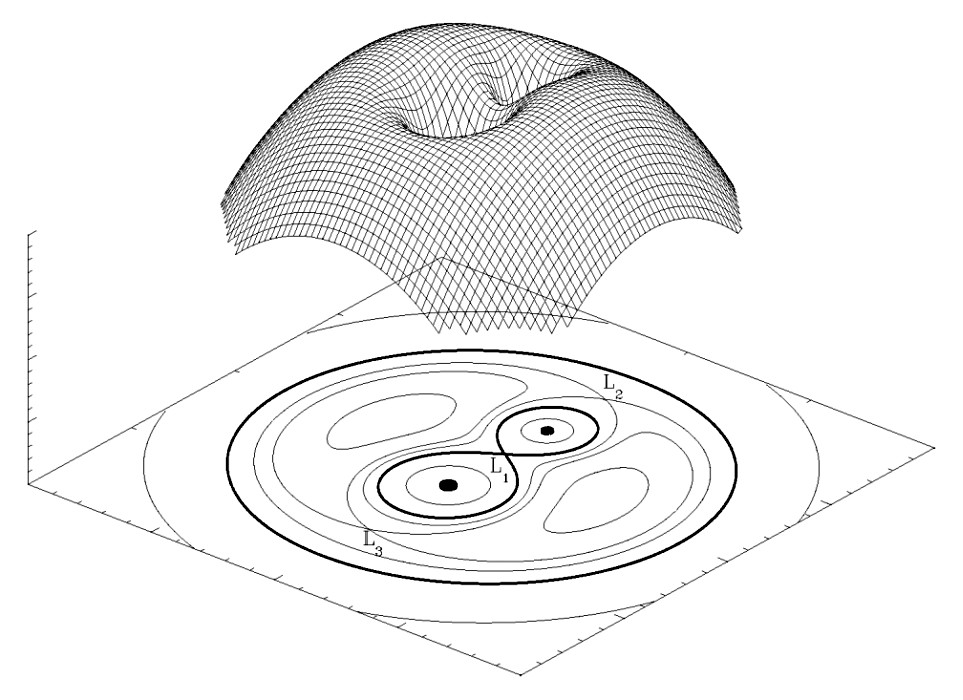
Potentiel de Roche dans un système à deux corps ayant un rapport de masse de 2. Les deux puits de potentiel correspondent aux deux corps. À grande distance, le potentiel centrifuge prédomine et la forme de la surface se rapproche de celle d'un paraboloïde., et sont les points de Lagrange. est un point col, ainsi que et ; alors que et, non représentés, sont des « sommets » (extremums).

Un lobe de Roche est une surface équipotentielle de Roche. Elle est tracée dans un repère tournant lié à deux corps célestes orbitant à vitesse constante sur des trajectoires circulaires. Le potentiel de Roche tient compte à la fois de la force de gravitation et de la force centrifuge. Par extension, l'équipotentielle particulière pour laquelle la force est nulle est aussi appelée lobe de Roche.
Les lobes de Roche sont ainsi désignés en l'honneur de l'astronome et mathématicien français Édouard Roche qui introduisit cette notion en 1873. Leur étude est en grande partie issue des travaux de Joseph Louis de Lagrange.
Ils sont surtout utilisés dans l'étude des étoiles binaires (deux étoiles qui tournent l'une autour de l'autre). Les lobes de Roche forment ainsi une sorte de grand « 8 » autour des deux étoiles. Ils se rejoignent au point de Lagrange L1, au centre du « 8 ». Lorsqu'une étoile atteint les limites de son lobe de Roche, par exemple dans le cas d'une supergéante rouge, elle perd de la matière via ce point. Cette matière peut alors soit être accrétée par la seconde étoile, soit, si cette dernière est un trou noir ou une étoile à neutrons, former un disque d'accrétion.